# Cyrtopogon annulatus
Cyrtopogon annulatus är en tvåvingeart som beskrevs av Hermann 1906. Cyrtopogon annulatus ingår i släktet Cyrtopogon och familjen rovflugor. Inga underarter finns listade i Catalogue of Life.